# Manoir de la Moussetière
Le manoir de la Moussetière est une ancienne ferme fortifiée qui se dresse sur le territoire de l'ancienne commune française de Boissy-Maugis, dans le département de l'Orne, en région Normandie. L'édifice est partiellement inscrit au titre des monuments historiques.

## Localisation
Le manoir est situé à 500 m au nord du bourg de Boissy-Maugis, au sein de la commune nouvelle de Cour-Maugis sur Huisne, dans le département français de l'Orne.

## Description
L'ancienne ferme fortifiée se présente sous la forme d'un enclos quadrangulaire flanqué, côté route, aux angles de tours rondes percées d'archères et de bouches à feux. On accède au logis du XVe siècle, remanié au XVIIe siècle, par une porte charretière en plein cintre doublée d'une porte piétonne.
Le manoir se réduit à un corps de bâtiment ouvert d'une fenêtre Renaissance sur la façade principale, et accosté d'une tour d'escalier sur la façade arrière. Il est prolongé par un petit bâtiment plus récent.

## Protection
Les façades et les toitures ainsi que le mur d'enceinte du manoir sont inscrits au titre des monuments historiques par arrêté du 10 avril 1980.